# سفارة الأردن في كندا
سفارة الأردن في كندا هي أرفع تمثيل دبلوماسي لدولة الأردن لدى كندا. تقع السفارة في أونتاريو وهي تهدف لتعزيز المصالح الأردنية في كندا.

## وصلات خارجية
- قائمة سفارات الأردن
- قائمة السفارات في كندا